# Arthur Conolly

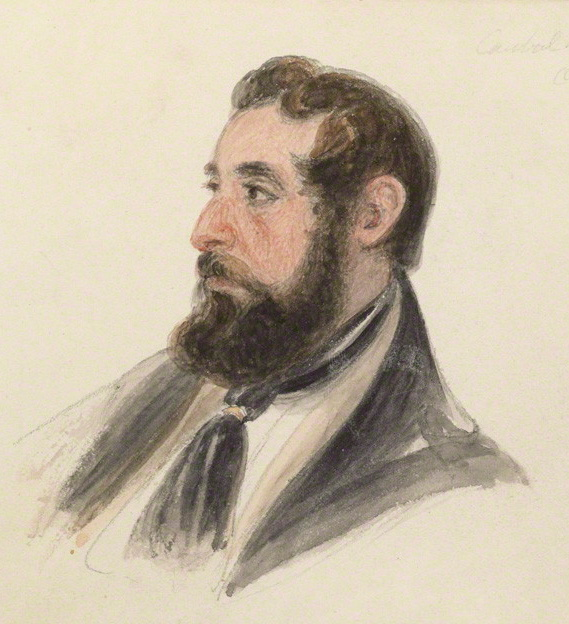
Arthur Conolly

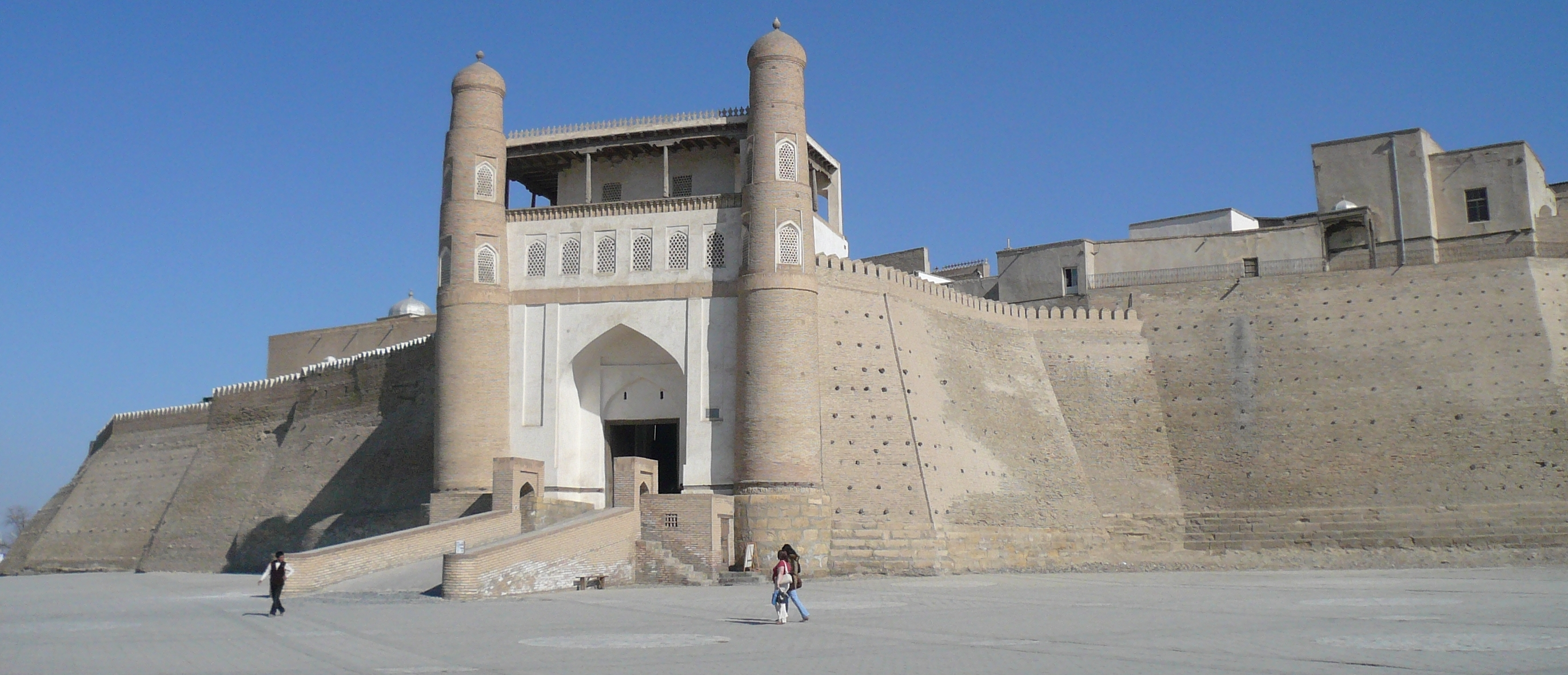
LArk di Bukhara davanti a cui Conolly e Stoddart furono decapitati nel 1842

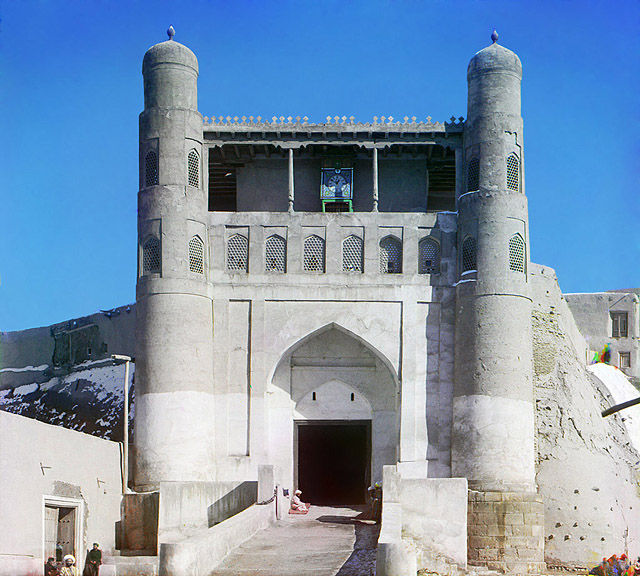
Il palazzo dell'emiro di Bukhara

Arthur Conolly (Londra, 2 luglio 1807 – Bukhara, 17 giugno 1842) è stato un esploratore, scrittore e militare inglese, membro del servizio segreto britannico.

## Biografia
Rimasto orfano a dodici anni, studiò a Rugby e quindi si trasferì in India, raggiunta via mare insieme al vescovo di Calcutta, Reginald Heber, che ne rinvigorì il fervore religioso e la fiducia nella missione civilizzatrice del cristianesimo.
Nel 1823, a soli sedici anni, entrò nel 6th Bengal Native Light Cavalry facendo una rapida e brillante carriera da ufficiale che gli consentì di conseguire il grado di capitano.
Fu proprio lui a coniare il termine "Grande Gioco" per descrivere lo scontro tra l'impero britannico e quello russo per l'egemonia in Asia centrale e in India (1829).
Nel 1830-1831 effettuò una lunga esplorazione dell'Asia centrale partendo da Mosca, attraversando il Caucaso, il mar Caspio e il deserto del Karakum e infine raggiungendo l'India britannica.
Nel 1834, in seguito alle esplorazioni effettuate, pubblicò un lungo resoconto del viaggio che ne consacrò la fama di esploratore e scrittore.
Nel 1840 ripartì per l'Asia centrale per tentare di convincere i governanti dei tre canati del Turkestan (Khiva, Bukhara e Kokand) a mettere da parte i loro contrasti, a fare fronte comune contro i tentativi russi di penetrazione commerciale e militare, e a liberare i numerosi cittadini russi ivi tenuti in schiavitù: l'impresa era rischiosa, ma fu da lui accettata senza tentennamenti, sembra anche a causa di una recente e cocente delusione d'amore.
Nel settembre 1840 raggiunse Khiva ove fu ricevuto amichevolmente dal khan Allah Quli Bahadur che tuttavia declinò la sua offerta di allearsi con gli altri due canati in chiave antirussa.
Poco dopo raggiunse Kokand dove fu nuovamente ben accolto dal khan locale, Muhammad Ali Khan, detto Madali Khan, il quale stava però accingendosi a dichiarare guerra a Bukhara e quindi non era disponibile ad accettare alcuna proposta di alleanza. Nell'occasione, anzi, il khan mise Conolly in guardia dall'emiro bucarese Nasrullah Khan, sconsigliando il viaggio nel terzo canato.
Nonostante ciò nell'autunno 1841 l'ufficiale inglese decise di fare visita a Nasrullah, prefiggendosi di ottenere da questi, quanto meno, la liberazione del tenente colonnello Charles Stoddart, ivi fatto prigioniero qualche tempo prima (autunno 1838) con l'accusa di aver mancato di rispetto all'emiro per averlo salutato senza smontare da cavallo, secondo l'uso militare inglese.
Dapprima Nasrullah ricevette Conolly in modo cordiale e accettò di alleviare le condizioni di detenzione di Stoddart, consentendogli di risiedere con lui presso una dimora privata, l'abitazione di Abdul Samut. Quando però apprese della rivolta afgana e della successiva disfatta britannica in Afghanistan, l'emiro non esitò a privare della libertà anche Conolly.
Alla fine di aprile del 1842 una missione russa lasciò Bukhara senza che l'ufficiale che ne era a capo, il colonnello Buteneff, riuscisse a convincere l'emiro a liberare i due britannici.
Nel giugno 1842 Conolly e Stoddart furono condannati a morte con l'accusa di spionaggio.
L'esecuzione dei condannati, costretti a scavarsi la fossa con le loro mani, ebbe luogo di fronte alla cittadella bucarese (Ark) al cospetto di una folla silenziosa.
Il primo a cadere sotto la scure del boia fu proprio Stoddart: al momento dell'esecuzione ebbe la presenza di spirito di denunciare la tirannide dell'emiro; secondo un'altra versione, in punto di morte avrebbe invece rivendicato la propria fede cristiana. Fu poi il turno di Conolly che tuttavia ricevette da Nasrullah l'offerta di avere salva la vita se si fosse fatto musulmano come Stoddart: rifiutò, rilevando che la conversione non aveva salvato la vita al compagno e quindi non avrebbe potuto salvare la sua, e si disse pronto a morire. Fu giustiziato pochi istanti dopo.